# Burgstall Oberweißenbach
Der Burgstall Oberweißenbach ist eine abgegangene Burg etwa 350 Meter südöstlich der Ortsmitte von Oberweißenbach, einem Ortsteil von Selb im Landkreis Wunsiedel im Fichtelgebirge in Bayern. Die Burg wurde im 14. Jahrhundert auf der Weißenhöhe errichtet und 1412 zerstört.
Von der ehemaligen Burganlage ist nichts erhalten. In der Ortsmitte befindet sich der Rest einer Turmhügelburg unter der Bezeichnung Turmhügel Oberweißenbach I und an der Westseite der Rest einer Turmhügelburg unter der Bezeichnung Turmhügel Oberweißenbach II.